# Paul Malliavin
Paul Malliavin (Neuilly-sur-Seine, 10 de setembro de 1925 — Paris, 3 de junho de 2010) foi um matemático francês.
Foi professor emérito da Universidade Pierre e Marie Curie. Em 1979 foi eleito membro da Académie des Sciences.

## Publicações selecionadas
- Malliavin, Paul; Thalmaier, Anton (2005). Stochastic Calculus of Variations in Mathematical Finance. [S.l.]: Springer. ISBN 978-3-540-43431-3
- Malliavin, Paul (1978). «Stochastic calculus of variations and hypoelliptic operators». Proceedings of the International Symposium on Stochastic Differential Equations (Res. Inst. Math. Sci., Kyoto Univ., Kyoto, 1976). New York: Wiley. pp. 195–263

MR536013